# VUF-6002
VUF-6002 (JNJ 10191584) je lek koji deluje kao potentan i selektivan antagonist histaminskog H4 receptora. On pokazuje antiinflamatorne i analgetske efekte u ispitivanjima akutne inflamacije na životinjama.